# Mycetophila limbata
Mycetophila limbata är en tvåvingeart som beskrevs av Lundstrom 1911. Mycetophila limbata ingår i släktet Mycetophila och familjen svampmyggor. Inga underarter finns listade i Catalogue of Life.